# Poul Petersen
Poul Eyvind Petersen (Copenhague, 11 de abril de 1921 - 31 de maio de 1997) foi um futebolista e treinador dinamarquês. Treinou a Seleção Dinamarquesa de Futebol no Campeonato Europeu de Futebol de 1964, e medalhista olímpico como jogador. 

## Carreira
Poul Petersen fez parte do elenco medalha de bronze, nos Jogos Olímpicos de 1948.

## Ligações Externas
- Perfil olímpico